# Tanjung Harapan (Semidang Gumay)
Tanjung Harapan is een bestuurslaag in het regentschap Kaur van de provincie Bengkulu, Indonesië. Tanjung Harapan telt 448 inwoners (volkstelling 2010).